# امین‌الشریعه سبزواری
میر سید حسن امین‌الشریعه سبزواری (سبزوار ۱۲۴۷ – گرگان ۱۳۱۸ شمسی) از مشاهیر، علما و فضلا و ادبای شیعی در اواخر قاجاریه، پدرش میر سید محمد امین الحکماء از شاگردان ملاهادی سبزواری بود. امین‌الشریعه مقدمات و ادبیات را نزد پدر خود و فقه و اصول و حکمت را از میرزا حسین سبزواری و افتخار الحکماء طالقانی که هر دو از شاگردان ملاهادی سبزواری بودند، استفاده کرد. آن‌گاه به حوزهٔ علمیهٔ مشهد رفت و پس از تکمیل تحصیلات نزد مدرّسان آن حوزه مانند آقازاده (فرزند آخوند خراسانی) و دیگران، از طرف مظفرالدین شاه قاجار «امین الشریعه» لقب یافت. وی بعدها از مراجع بزرگ مانند سید ابوالحسن اصفهانی «اصفهانی، سید ابوالحسن»، آقا ضیاء الدین عراقی و دیگران نیز اجازهٔ اجتهاد و حدیث اخذ کرد.

## استادان
- میر سید محمد امین الحکما
- حاج میرزا حسین علوی سبزواری
- افتخار الحکماء طالقانی
- شیخ محمدعلی فاضل خراسانی و دیگران
- محمد آقازاده (فرزند آخوند خراسانی)

## شاگردان امین‌الشریعه
امین‌الشریعه مدت‌ها به تدریس ادبیات و سطح فقه و حکمت در مدرسهٔ فصیحیه سبزوار و بعدها در مدرسه سردار گرگان اشتغال داشت. از معروف‌ترین شاگردان وی:
- قاسم غنی
- سید علینقی امین
- سید عبدالله برهان
- محمدتقی بهلول
- سید یحیی نظام‌زاده
- سید ابوالفضل کمالی سبزواری
- سید محمدباقر عربشاهی سبزواری
- حسن نبوی[۲]

وی علاوه بر معارف عقلی و نقلی و حدیث و تفسیر و ادبیات در علم اعداد، احضار ارواح و موسیقی نیز در عصر خود کم‌نظیر بود. وی طبع شعر نیز داشت و به دلیل علاقه به موسیقی آوازی «بلبل» تخلص می‌نمود.

## تالیفات
تألیفات وی عبارتند از: اخلاق امینی که با مقدمه و تعلیقات سید حسن امین به چاپ رسیده است و دیگر کتاب‌های او: مصاحب الصالحین، دیوان اشعار، سبعهٔ امینی، کشکول امینی و حواشی بر منظومهٔ ملاهادی سبزواری‌اند. قسمتی از سبعهٔ امینی یعنی داستان سلامان و آبسال در کتاب سلامان و آبسال در چهارده روایت و قسمت دیگر آن یعنی یوسف و زلیخا در ادبیات معاصر ایران به چاپ رسیده‌اند. ارزش عمدهٔ اخلاق امینی در نشان دادن جوّ فرهنگی عصر قاجار از یک سو و تأکید مؤلف بر لزوم آموزش و پرورش دوشیزگان و بانوان از سوی دیگر است.

## خدمات سیاسی امین‌الشریعه
امین‌الشریعه در صحنهٔ سیاسی و اجتماعی نیز در عصر خود فعال بود. در انقلاب مشروطیت به آزادی‌خواهان پیوست و در ۱۳۲۶ ق به دستور محمدعلی شاه قاجار به سرخنکلاته استرآباد که مرکز دسته‌جات سوار مقصودلو بود، تبعید گردید و در آن‌جا نیز ساکت ننشسته و به مبارزات خود علیه شاه مخلوع ادامه می‌داد.
دیگر از خدمات سیاسی امین‌الشریعه، مخالفت او با قرارداد ۱۹۱۹ بود که بر اثر سخنرانی‌های مکرر در گرگان در معرض دستگیری بود که ناچار به مشهد رفت (۱۲۹۸ ش). دیگر از فعالیت‌های سیاسی امین‌الشریعه، حمایت او از حرکت کلنل محمدتقی خان پسیان بود و سرانجام پس از قتل کلنل پسیان به بیرجند رفت و در آنجا امیر شوکه الملک را به تأسیس اولین مدرسهٔ دخترانه در خراسان (مدرسهٔ شوکتیه نسوان) واداشت (۱۳۰۰ ش). امین‌الشریعه در طول حیات خود با رجال علمی و ادبی مختلف در ارتباط بود و به همین دلیل وحید دستگردی در ۱۳۰۵ ش اخوانیه‌ای برای او ساخته است.
امین الشریعه عاقبت در گرگان بدرود حیات گفت و در بقعهٔ امامزاده عبدالله آن شهر به خاک سپرده شد. بهترین ماده تاریخ او به حساب حروف ابجد، مصرع (حب علی امید امین الشریعه‌هاست)، اثر طبع نظمی تبریزیاست که مجموع مصرع ۱۳۵۸ می‌شود و به تقویم قمری است.